# Infosfera
Infosfera (ang. infosphere) – środowisko informacyjne człowieka zawierające te rodzaje informacji, które są mu potrzebne do funkcjonowania w społeczeństwie. W tej sferze mają miejsce wszelkie wymiany komunikatów.

## Historia terminu
Pierwszym udokumentowanym użyciem słowa „InfoSphere” była recenzja opublikowana w „Time Magazine” w 1971 roku, w której R.Z. Sheppard pisze: „Tak jak ryby nie potrafią konceptualizować wody ani ptaków w powietrzu, tak człowiek ledwie rozumie swoją infosferę, tę otaczającą warstwę elektronicznego i typograficznego smogu złożonego z klisz, z dziennikarstwa, rozrywki, reklamy i rządu.
W 1980 r. Alvin Toffler użył pojęcia w swojej książce „Trzecia fala”, w której pisze: „To, co jest oczywiste, bez względu na to, w co wierzymy, to że fundamentalnie zmieniamy naszą infosferę ... dodajemy zupełnie nowe warstwy komunikacji do systemu społecznego. Powstająca infosfera trzeciej fali sprawia, że era drugiej fali – jest zdominowana przez jej środki masowego przekazu, pocztę i telefon – wydaje się w porównaniu beznadziejnie prymitywna.”
W swojej książce „Digital Dharma” Steven Vedro pisze: „Wychodząc od tego, co francuski filozof-ksiądz Pierre Teilhard de Chardin nazywał wspólną Noosferą zbiorowej ludzkiej myśli, wynalazczości i duchowego poszukiwania, Infosfera jest czasami używana do konceptualizowania pola, które pochłania nas fizycznie, ciała mentalne i eteryczne wpływają na nasze marzenia i nasze życie kulturalne. Nasz rozwijający się system nerwowy został przedłużony, jak szeryf medialny Marshall McLuhan przewidział we wczesnych latach sześćdziesiątych XX wieku, w globalny uścisk.”
Termin ten został również użyty przez Luciano Floridi na podstawie biosfery, aby określić całe środowisko informacyjne, które stanowią wszystkie jednostki informacyjne (w tym także środki informacyjne), ich właściwości, interakcje, procesy i wzajemne relacje. Jest to środowisko porównywalne z cyberprzestrzenią, która różni się od cyberprzestrzeni (która jest tylko jednym z jej podregionów), ponieważ obejmuje także przestrzenie informacji w trybie off-line i analogowym. Według Floridiego możliwe jest zrównanie Infosfery do całości bycia. To równanie prowadzi go do ontologii informacyjnej.
Początkowo infosfera odnosiła się głównie do zasobów informacyjnych w bibliotekach i archiwach, lecz z czasem, co łączy się zwłaszcza z rozwojem internetu i technologii mobilnych, jej zakres znacząco się rozszerzył, obejmując aspekty techniczne, społeczne, kulturowe oraz informacyjne. Obecnie obejmuje ona tradycyjne źródła informacji, media społecznościowe, blogi, fora internetowe i inne formy komunikacji cyfrowej.

## Podział infosfery
Po raz pierwszy tego pojęcia użył Claude E. Shannon w 1948 roku. Jego rozważania dotyczyły obiektywnej ilości informacji zawartej w danym komunikacie. Teoria szybko znalazła zastosowanie w ujęciu technologicznym.
Julian Kulikowski rozróżnia dwa podziały infosfery:
- infosfera wewnętrzna – informacje utrwalone w pamięci człowieka. Można do niej zaliczyć doświadczenie, wiedzę, wspomnienia.
- infosfera zewnętrzna – informacje, które człowiek zdobywa w trakcie swojego życia[czyli doświadczenia? doprecyzuj]. Aby to zrobić, dana osoba musi podjąć jakieś działania[6].

## Struktura infosfery

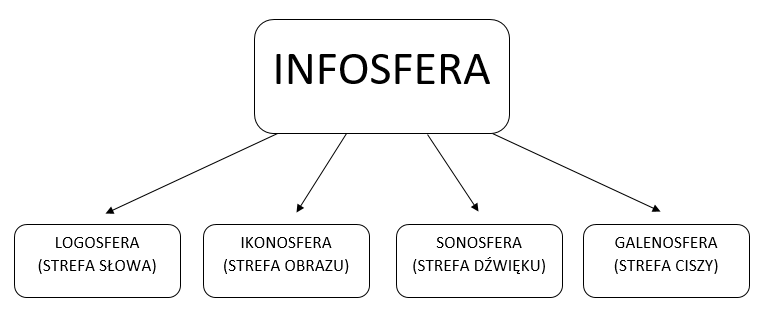
Budowa infosfery

W obrębie infosfery można wyróżnić cztery podsfery:
- logosferę (sferę słowa) – w której w szczególny sposób na człowieka oddziałują słowa. Jest wymiarem zbudowanym z dwóch głównych warstw – pierwszą tworzą słowa pochodzące z mediów, drugą słowa pochodzące z bezpośrednich rozmów między osobami tworzącymi środowisko logosfery[8],
- ikonosferę (sferę obrazu) – w której w szczególny sposób na człowieka oddziałują obrazy. Jest wymiarem zbudowanym przez informacje mające postać wizualną. We współczesnym rozumieniu ikonosfery podkreśla się w niej istotne znaczenie obrazów filmowych[9],
- sonosferę (sferę dźwięku) – w której w szczególny sposób na człowieka oddziałują dźwięki. Rozumiana jest jako akustyczna powłoka świata[10],
- galenosferę (sferę ciszy) – która może być pojmowana na dwa sposoby. W pierwszym ujęciu oznacza środowisko ludzi, w którym cisza jest przodującą wartością i jest stanem osiąganym celowo. W drugim ujęciu oznacza indywidualną warstwę ciszy konkretnego człowieka i powstaje ona w sposób niezamierzony, jest natomiast akceptowana przez tego człowieka[11].

## Fazy rozwoju infosfery
Infosfera człowieka ma charakter zmienny. Wszystko zależy od środowiska w którym się znajduje. Ma ona również zastosowanie w ewolucji biologicznej. Wyodrębnia się kilka podstawowych faz rozwoju.
- Infosfera pierwotna – koncentruje się na infosferze wewnętrznej z powodu barier komunikacyjnych u człowieka
- Infosfera prehistoryczna – w tym okresie nastąpiło wzbogacenie procesów komunikacji człowieka
- Infosfera wczesnohistoryczna – następuje przewaga infosfery zewnętrznej. Człowiek zaczął osiągać sukcesy na tle utrwalenia i przekazywania informacji.
- Infosfera późnohistoryczna – dominacja infosfery zewnętrznej naruszyła równowagę pomiędzy wewnętrzną a zewnętrzną[12]